# Aleksej Balabanov
Aleksej Oktiabrinovitj Balabanov (Алeксeй Oктябpинoвич Балабанoв), född 25 februari 1959 i Sverdlovsk, död 18 maj 2013, var en rysk filmregissör och manusförfattare. Han är känd för sina ofta våldsamma och cyniska skildringar av Ryssland efter Sovjetunionens fall.
Till hans mest kända filmer hör Bröder från 1997 och uppföljaren Bröder 2 från 2000, där en desillusionerad rysk krigsveteran tar sig an Sankt Petersburgs undre värld respektive Förenta staterna, Vojna från 2002, som skildrar Andra Tjetjenienkriget, och Zjmurki från 2005, som är en gangsterfilm berättad med svart humor. Filmerna blev mycket populära hos den ryska publiken och ernådde kultstatus i landet, men var också omstridda för sina ibland känsliga politiska ämnen.
Balabanov avled 54 år gammal av en hjärtinfarkt.

## Filmografi
- Ransje bylo drugoje vremja (Раньше было другое время) (1987) – kortfilm
- U menja net druga, ili (У меня нет друга, или) (1988)
- Nastja i Jegor (Настя и Егор) (1989) – dokumentär
- O vozdusjnom letanii v Rossii (О воздушном летании в России) (1990)
- Stjastlivje dni (Счастливые дни) (1991)
- Zamok (Замок) (1994)
- "Trofim" i Pribjtije pojezda (1995)
- Bröder (Брат) (1997)
- Människor och omänniskor (Про уродов и людей) (1998)
- Bröder 2 (Брат 2) (2000)
- Vojna (Война) (2002)
- Reka (Река) (2002)
- Zjmurki (Жмурки) (2005)
- Mne ne bolno (Мне не больно) (2006)
- Gruz 200 (Груз 200) (2007)
- Morfij (Морфий) (2008)
- Kotjegar (Кочегар) (2010)
- Ja tozje chotju (Я тоже хочу) (2012)